# Далматинские острова
Далмати́нские острова (хорв. Dalmatinski otoci) — принадлежащий Хорватии и насчитывающий 1246 островов архипелаг в Адриатическом море. Общая площадь — 3260 км². Население — 121 606 человек (2001).

## География
Острова архипелага образовались в результате опускания западного побережья Балканского полуострова и частичного затопления морем береговых хребтов Динарского нагорья, в связи с чем образовались живописные извилистые заливы и проливы (далматинский тип берега). Острова сложены главным образом известняками, при этом в значительной степени развит карст. В ландшафте архипелага преобладают сильно расчлененные холмы и низкогорья. Максимальная высота — 778 м (остров Брач). Растительный мир характеризуется преобладанием средиземноморских кустарников.
На территории архипелага организованы три национальных парка — Бриони, Корнаты и Млет.
Крупнейшие острова архипелага (острова с площадью более 50 км²):
- Крк
- Црес
- Брач
- Хвар
- Паг
- Корчула
- Дуги-Оток
- Млет
- Раб
- Вис
- Лошинь
- Пашман
- Шолта
- Углян

## Экономика
На обитаемых островах архипелага культивируется садоводство и виноградарство. Обширные плантации цитрусовых и оливковые рощи. Развит туризм. Здесь создано несколько морских курортов.